# Juan Gómez (peintre)
Pour les articles homonymes, voir Juan Gómez et Gómez.
Juan Gómez est un peintre espagnol de la Renaissance, originaire de Cuenca, mort le 24 novembre 1597.
Il est le père de l'architecte Juan Gómez de Mora et le beau-frère de Francisco de Mora.

## Une famille de peintres espagnols
Juan Gómez appartient à une famille de peintres espagnols travaillant à Cuenca, avec :
- Martín Gómez le Vieux (vers 1500 – 1562),
  - Gonzalo Gómez,
    - Martín Gómez le Jeune, documenté entre 1578 et 1611, il a travaillé à l'Escurial entre 1592 et 1599-1600 avant de revenir à Cuenca, mort en 1611,
    - Juan Gómez, mort en 1597,
    - Francisco Gómez

  - Julán Gómez.

## Biographie
Le premier document concernant Juan Gómez, fils de Gonzalo Gómez et de Lucía de Moya, date du 11 mars 1574. Dans la première partie de sa carrière, jusqu'en 1584, il y a peu de documents car il doit travailler dans l'atelier de son père, à Cuenca. Son père est probablement mort vers 1584-1585.
Il travaille souvent avec son frère, Martín Gómez le Jeune.
Juan Gómez s'est marié avec Francisca de Mora, fille de Francisco de Mora et de Catalina de Alcalá. Ce mariage a dû être célébré en 1584 car le premier fils, Gonzalo Gómez de Mora, a été baptisé dans la paroisse de Santa Cruz à Cuenca le 28 avril 1585, le second, Juan Gómez de Mora, le 26 mai 1586, puis Francisco Gómez de Mora, le 4 septembre 1588 mais mort jeune. Un quatrième fils est né à Cuenca et a été baptisé le 5 novembre 1590. Puis Juan Gómez et sa famille se sont installés à Madrid vers 1592 et quatre autres enfants ont été baptisés à Madrid et à l'Escurial entre 1592 et 1597 : María, Miguel, Andrés et Catalina.
Le 23 janvier 1593, Philippe II nomme Juan Gómez peintre du roi pour un salaire annuel de cent ducats. Il a travaillé à l'Escurial avec son frère Martín Gómez le Jeune, avant de tomber gravement malade en 1597, jusqu'à sa mort, le 24 novembre 1597.